# Куберле (станция)
Куберле́ — узловая железнодорожная станция Ростовского региона Северо-Кавказской железной дороги, находящаяся в посёлке Красноармейском Орловского района Ростовской области. Имеет статус участковой станции.

## История
История возникновения станции Куберле связана со строительством железнодорожной линии Царицын — Новороссийск, которая была введена в эксплуатацию в 1899 году.
Строительство участка железной дороги от станции Куберле до станции Добровольской (ныне Волгодонская) было завершено весной 1950 года. Станция Куберле была соединена железной дорогой со станцией Морозовская. Данная железная дорога была построена в связи со строительством Цимлянского гидроузла и Цимлянского водохранилища. С 1950 года станция стала узловой.
До 1997 года станция Куберле входила в состав Сальского отделения Северо-Кавказской железной дороги.
На территории станции действует Куберлеевская дистанция пути (ПЧ-27), а также восстановительный поезд на станции Куберле.

## Сообщение по станции
По состоянию на 2018 год по станции Куберле курсируют следующие поезда пригородного сообщения:
| Пригородное | Пригородное                   | Пригородное | Пригородное                   |
| № поезда    | Маршрут движения              | № поезда    | Маршрут движения              |
| ----------- | ----------------------------- | ----------- | ----------------------------- |
| 6815/6813   | Волгодонская — Ростов-на-Дону | 6814/6816   | Ростов-на-Дону — Волгодонская |
| 6819/6829   | Куберле — Ростов-на-Дону      | 6830/6820   | Ростов-на-Дону — Куберле      |

### Дальнее
По состоянию на февраль 2025 года по станции курсируют следующие поезда дальнего следования:
| Круглогодичное обращение поездов | Круглогодичное обращение поездов | Круглогодичное обращение поездов | Круглогодичное обращение поездов |
| № поезда                         | Маршрут движения                 | № поезда                         | Маршрут движения                 |
| -------------------------------- | -------------------------------- | -------------------------------- | -------------------------------- |
| 59                               | Новокузнецк — Кисловодск         | 60                               | Кисловодск — Новокузнецк         |
| 97                               | Тында — Кисловодск               | 98                               | Кисловодск — Тында               |
| 445                              | Екатеринбург — Кисловодск        | 446                              | Кисловодск — Екатеринбург        |

| Сезонное обращение поездов | Сезонное обращение поездов | Сезонное обращение поездов | Сезонное обращение поездов |
| -------------------------- | -------------------------- | -------------------------- | -------------------------- |
| 497                        | Ижевск — Адлер             | 498                        | Адлер — Ижевск             |
| 531                        | Киров — Адлер              | 532                        | Адлер — Киров              |
| № поезда                   | Маршрут движения           | № поезда                   | Маршрут движения           |